# Chalk Outline
«Chalk Outline» —en español: «Silueta de Tiza»—  es el título de una canción del grupo canadiense Three Days Grace. Fue lanzado en agosto de 2012 como el primer sencillo de su cuarto álbum Transit of Venus. La fecha de lanzamiento se fijó para el 14 de agosto de 2012. La banda lanzó varios "fragmentos" de la canción antes de 14 de agosto para provocar los fanes.

## Video musical
«Chalk Outline» tiene un Video con Letras, que muestra la letra de la canción sobre un clip de un hombre caminando por una ciudad. Este video fue subido a la cuenta de VEVO de la banda el 13 de agosto de 2012.
El video musical fue dirigido por el director Shane Drake, quien ha dirigido videos de reconocidos artistas y bandas. El video fue estrenado el 5 de octubre, 5 meses después del anuncio del nuevo álbum. El video muestra a Adam Gontier caminando por una calle de Nueva York. A medida que el video avanza, comienzan a aparecer los otros integrantes de la banda con problemas para llegar a la grabación del video musical. Al final Gontier entra por una puerta donde se reúne con los integrantes de la banda y tocan el outro de canción.

## Posicionamiento en listas y certificaciones
| Lista (2012)                            | Mejor posición |
| --------------------------------------- | -------------- |
| Canadá (Hot 100)                        | 65             |
| Estados Unidos (Bubbling Under Hot 100) | 6              |
| Estados Unidos (Alternative Songs)      | 15             |
| Estados Unidos (Mainstream Rock Tracks) | 1              |
| Estados Unidos (Rock Songs)             | 7              |

### Sucesión en listas
| Anterior: «Coming Down» de Five Finger Death Punch | Mainstream Rock Tracks — Sencillo Nro 1 22 de septiembre de 2012 — 21 de diciembre de 2012 | Siguiente: «Been Away Too Long» de Soundgarden |

### Certificaciones
| País           | Organismo certificador | Certificación | Ventas certificadas | Ref.  |
| -------------- | ---------------------- | ------------- | ------------------- | ----- |
| Canadá         | Music Canada           | Oro           | 40 000              | [ 3 ] |
| Estados Unidos | RIAA                   | Oro           | 500 000             | [ 4 ] |